# Burg Comborn

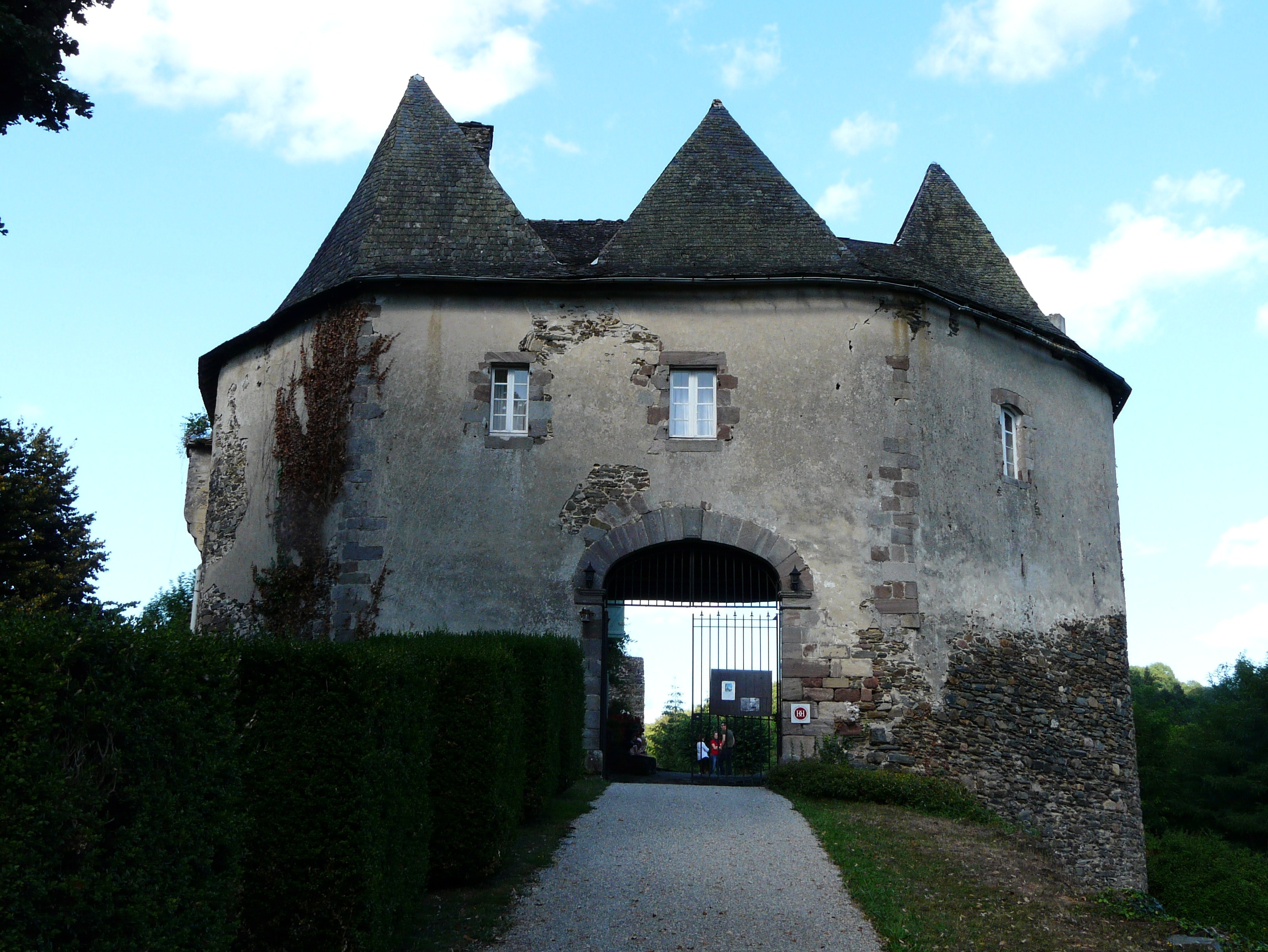
Der Eingang zum Burggelände 2016.

Die Burg Comborn ist ein französisches Château im Département Corrèze in der Region Nouvelle-Aquitaine. Es handelt sich um einen Profanbau aus dem 11., 14., 15. und 17. Jahrhundert, und seit 1985 ist die Burg als Monument historique klassifiziert.

## Allgemeines
Die Höhenburg liegt im Westen des Départements Corrèze, auf dem Gebiet der Gemeinde Orgnac-sur-Vézère in einer Flussbiegung der Vézère. Die Burganlage erhebt sich etwa 70 Meter über die Umgebung.
Die Burganlage besteht vor allem aus Überresten der mittelalterlichen Festung aus dem 11., 14. und 15. Jahrhundert. Der Palas (herrschaftliches Wohngebäude) datiert aus dem 18. Jahrhundert (etwa 1753).
Die Burg mit den Überresten der mittelalterlichen Feste wie auch den Fassaden und Dächern des einstigen Herrschaftssitzes wird seit dem 15. Oktober 1985 als Monument historique klassifiziert. 2019 wurde die Burganlage (Château de Comborn) vom Kulturministerium für finanzielle Förderungen durch die Fondation du patrimoine und die Mission Stéphane Bern ausgewählt, weshalb seitdem die Restaurationskosten bezuschusst werden. Heute steht die Burg im Privatbesitz der Familie Bernard.

## Geschichte und Architektur

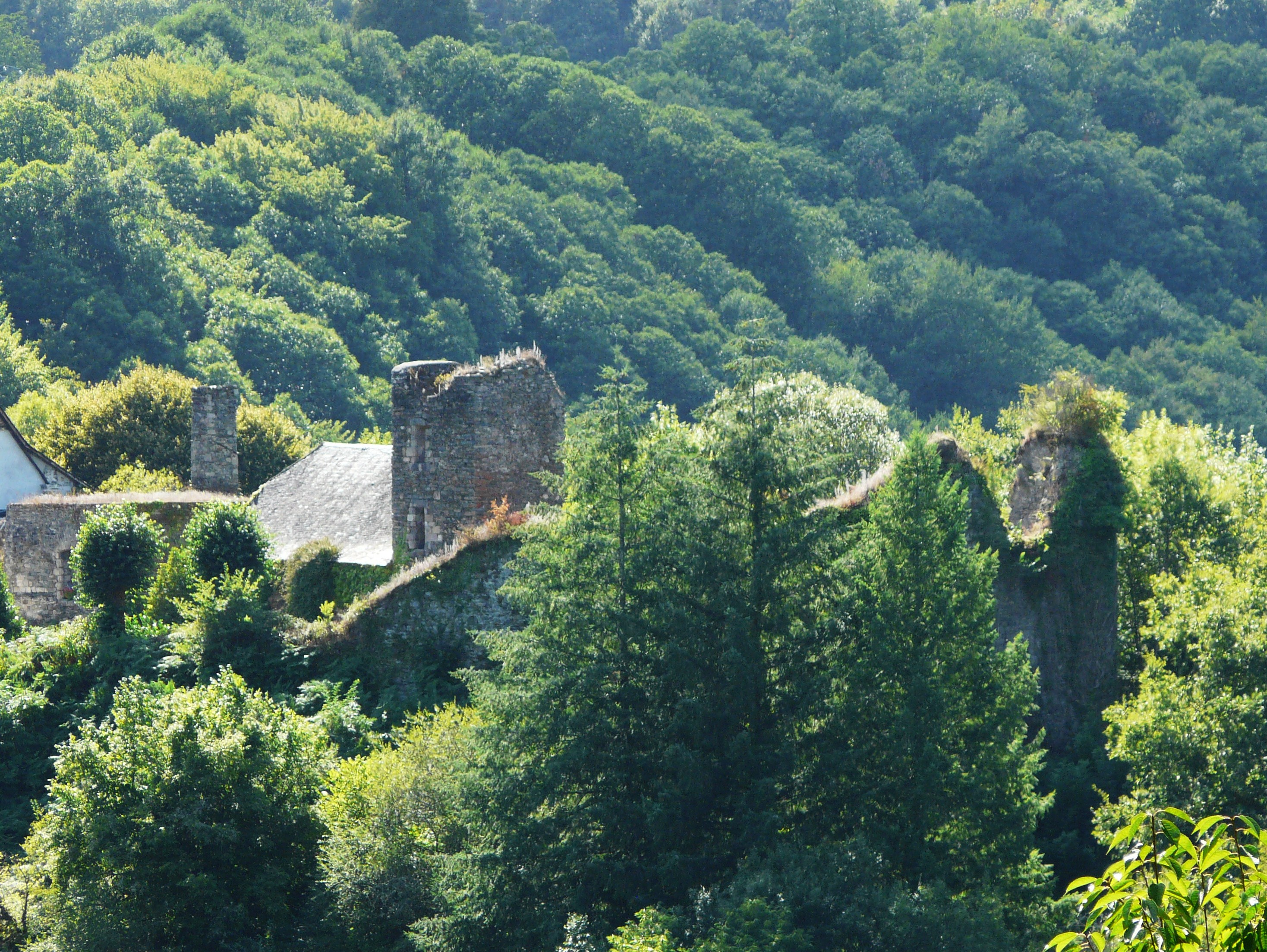
Die Ruinen der mittelalterlichen Festung.

Angelegt in einer Biegung des Flusses Vézère, war das Gelände der Burg Comborn schon seit der Antike besiedelt, wie durch Ausgrabungen 2002 belegt wurde. Das Château de Comborn, basiert auf einem alten Oppidum aus dem 9. Jahrhundert, der Wiege der Vizegrafschaft Comborn, einer der vier Vizegrafschaften des Bas-Limousin im 10. Jahrhundert, und war Sitz der Vizegrafen von Limoges im 12. und 13. Jahrhundert.
Noch vor dem Jahr 1000 wurde der Umbau der früheren, aus Holz erbauten Festung, von der in heutiger Zeit einige Überbleibsel ausgegraben wurden, zu einer klassischen feudalen Burg in dem architektonischen Stil begonnen, wie man ihn öfters im Limousin findet. Im 11. Jahrhundert erfolgte die erstmalige Errichtung des steinernen Bergfrieds mit vier Stockwerken, von denen bis heute nur das erste erhalten blieb. Zudem wurden ab dem 12. Jahrhundert drei unterirdische Hallen erbaut. Die Burg wurde im 13. und 14. Jahrhundert im Zuge des Hundertjährigen Kriegs zerstört. Ab 1436 ließ Jean I. († nach 1475), 1415 Vicomte von Comborn und Seigneur von Treignac, einen bedeutenden Herrschaftssitz erbauen, ebenso wie eine Kapelle, die 1455 der heiligen Magdalena geweiht wurde. Reste dieser Bauten sind noch heute erhalten.
Am Beginn des 16. Jahrhunderts ging die Herrschaft Comborn durch Heiraten an die Familie Pompadour, sodann an die Seigneurs von Pierre-Buffière und ab 1649 an den Marquis du Saillant.
In der Mitte des 18. Jahrhunderts fiel die Burg Comborn einem Feuer zum Opfer. Der Palas wurde 1753 durch den damaligen Eigentümer, den Marquis du Saillant, rekonstruiert. Gemäß dem zeitgenössischen rustikalen Stil zeigt dieses Gebäude alle Charakteristika eines adeligen Châteaus des Limousin: große und kleinere Appartements, eine Backstube und ein Taubenhaus, wie auch diverse Gegenstände des Inventars, die bei Grabungen aufgefunden wurden. Nach einigen Plünderungen im 19. Jahrhundert erfolgte keine Renovierung mehr, bis zu den heutigen Restaurationsarbeiten.
Das Château und der Ort Comborn sind beide relativ unbekannt, besitzen jedoch eine reichhaltige Geschichte. Die Personen, die dort lebten, die Besiedelung seit der Antike und die Bedeutung der Vizegrafschaft Comborn belegen, dass es sich um einen der wichtigen Orte der Geschichte des Limousin handelt.

## Mit der Burg Comborn verbundene Personen

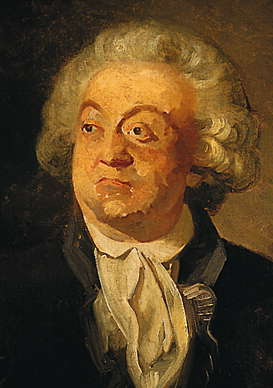
Porträt des Mirabeau, von Joseph Boze.

Auf Burg Comborn verkehrten mehrere bekannte Persönlichkeiten.
Archambaud I. Camba-Putrida († nach 992) war ein Vizegraf von Comborn und Turenne sowie Stammvater des Hauses Comborn.
Guido IV. (franz.: Guy; † 1148 in Antiochia) war Vizegraf von Limoges aus dem Haus Comborn und Kreuzfahrer.
Honoré Gabriel de Riqueti, comte de Mirabeau (1749–1791), gefeierter Redner während der Revolution, wohnte in Comborn, als er seine Schwester, die Marquise du Saillant, damalige Besitzerin des Château de Comborn, besuchte.
Jean-Baptiste Sirey (1762–1845), Jurisconsulte, dessen Name aus amtlichen Sammlungen von Gesetzen und Entscheiden bekannt ist. Im Jahr 1800 heiratete er Joséphine de Lasteyrie du Saillant, Nichte des Mirabeau, und erhielt Comborn als Mitgift. Die Familie Sirey behielt den Besitz über Comborn bis zum Jahr 2000.
Philippe-Auguste Jeanron (1809–1877), Maler, Lithograph und Autor, verstarb im Château de Comborn. Die Familiengrabstätte Jeanron befindet sich in Orgnac.